# Martin Chalfie
Martin Chalfie (Chicago, Illinois, 1947. január 15. –) amerikai neurobiológus. A 2008-as kémiai Nobel-díj megosztott kitüntetettje. A díjat Osamu Shimomurával és Roger Tsiennel megosztva kapta „a zöld fluoreszcens fehérje (green fluorescent protein, GFP) felfedezéséért”.

## Életrajz
Chicagóban nőtt fel. 1965-ben a Harvard Egyetemre került. Ezután biokémiával foglalkozott Klaus Weber laborjában. 1969-ben szerzett diplomát. 1971-ben publikált először Jose Zadunaisky mellett a Yale Egyetemen. Miután visszament a Harvardra Robert Perlman keze alatt kezdte el megírni a PhD dolgozatát, és 1977-ben az el is készült. A posztdoktori munkáját a Laboratory of Molecular Biology-ban Cambridge-ben folytatta Sidney Brennerrel és John Sulstonnal. A Caenorhabditis elegans nevű féreggel kezdett foglalkozni. Később elhagyta az LMB-t és a Columbia Egyetemre ment ahol folytatta a munkáját a Caenorhabditis elegans-en. Több mint 200 publikációja van.